# Léon-Maxime Faivre

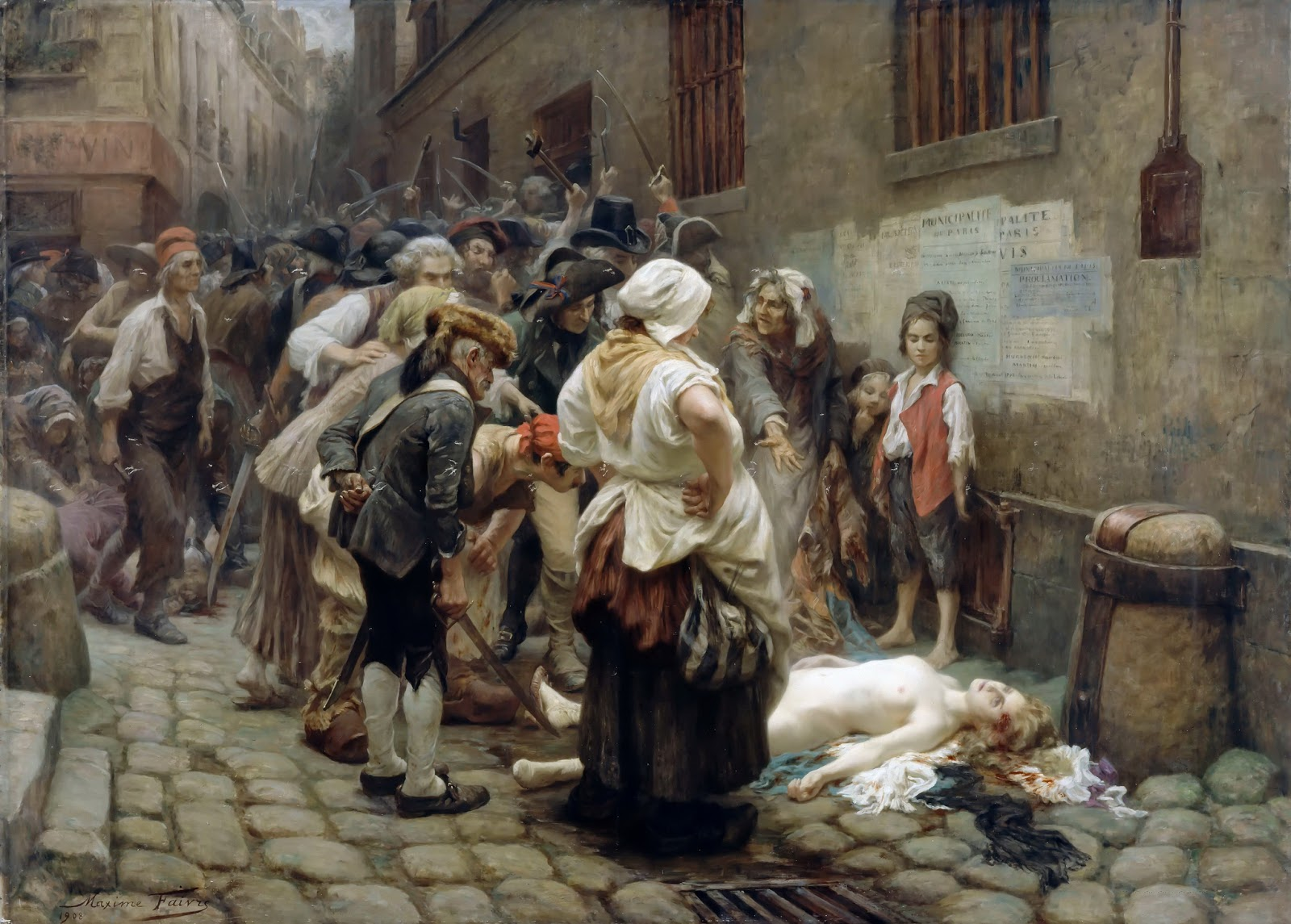
La morte della principessa di Lamballe, 1908

Léon-Eugène-Maxime Faivre (Parigi, 5 gennaio 1856 – Parigi, 5 gennaio 1941) è stato un pittore francese.

## Biografia

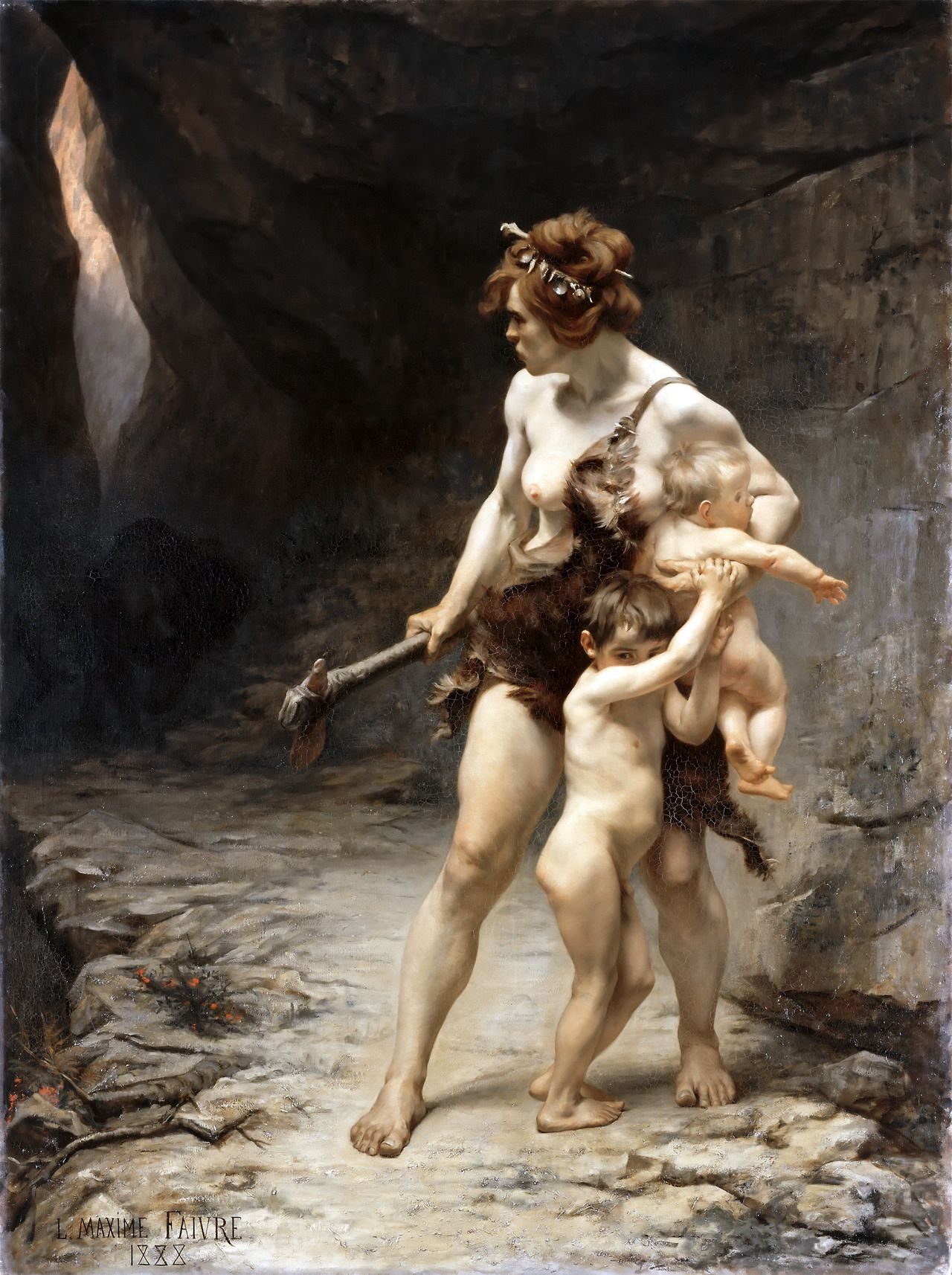
Due madri, 1888

Studente di Jean-Léon Gérôme, Faivre espose al Salone degli artisti francesi tra il 1877 (quando espose una veduta dell'Interno dell'atelier di Monsieur Gérôme) e la prima metà del XX secolo. Egli era un pittore di storia e presto fu conquistato dalla moda "preistorica", che colpì molti pittori negli anni 1880, come Fernand Cormon, Paul Jamin, o Emmanuel Benner. Così egli illustrò più volte l'epopea dei primi uomini, come al Salone del 1884, dove espose L'invasore, o al Salone del 1888, dove espose Due madri, mettendo in scena il confronto tra una madre preistorica che cerca di difendere i suoi bambini e una mamma orsa in cerca di cibo per i suoi cuccioli.
Faivre si occupò anche della storia antica (Dernière Victoire!, esposto al Salone del 1880), della storia medioevale (La Mort de Guillaume le Conquérant esposto al Salone del 1881) e della storia moderna (con La morte della principessa di Lamballe, che fece scalpore al Salone del 1908). Realizzò anche un gran numero di ritratti. Il 31 ottobre del 1912 divenne un cavaliere della Legione d'onore.
Morì a Parigi il 5 gennaio del 1941.

## Opere
- L'Intérieur de l'atelier de Monsieur Gérôme, Salone del 1877, ubicazione sconosciuta.
- Dernière Victoire!, 1880, olio su tela, 230 × 179 cm, Lisieux, museo d'arte e storia.
- Les femmes de la Révolution, Salon de 1904, Lisieux, museo d'arte e storia.
- La Mort de Guillaume le Conquérant, Salon de 1881, olio su tela, ubicazione sconosciuta.
- L'invasore (L'Envahisseur, épisode d'une migration à l'Âge de pierre), 1884, olio su tela, 259 × 189 cm, Vienne, museo delle belle arti e archeologia.
- Deux madri (Deux mères), 1888, olio su tela, Parigi, museo d'Orsay.
- Studio dello scultore Henri Allouard (L'atelier du sculpteur Henri Allouard),1905, olio su tela, Parigi, Petit Palais.
- La morte della principessa di Lamballe (La Mort de la princesse de Lamballe) 1908, olio su tela, Vizille, museo della Rivoluzione francese. Uno schizzo si trova a Vernon, al museo Blanche Hoschedé-Monet.
- Mon bel œillet, Salone del 1909, ubicazione sconosciuta.